# FV Mosbach
Der Mosbacher Fußballverein 1919 e. V. ist ein deutscher Fußballverein mit Sitz in der baden-württembergischen Stadt Mosbach im Neckar-Odenwald-Kreis.

## Geschichte

### Gründung bis Nachkriegszeit
Der MFV wurde im Jahr 1919 gegründet. Nach dem Zweiten Weltkrieg schaffte es die Mannschaft zur Saison 1946/47 in die zu dieser Zeit zweitklassige Landesliga Nordbaden aufzusteigen. Mit 18:34 Punkten konnte in der Gruppe Nord über den 11. Platz am Ende dieser Saison die Spielklasse auch knapp gehalten werden. Nach der Saison 1947/48 wurde die Landesliga dann jedoch eingleisig, womit auch der MFV bedingt durch 23:21 Punkte über den 8. Platz seiner Gruppe wieder absteigen musste. Zur Saison 1949/50 gelang dann jedoch der direkte Wiederaufstieg. Nach dieser Spielzeit positionierte sich die Mannschaft jedoch mit 12:36 und dem 12. Platz jedoch wieder im Tabellenkeller. Zur nächsten Saison wurde die Liga jedoch zur drittklassigen 1. Amateurliga Nordbaden und somit musste kein Verein absteigen. Mit 12:48 Punkten landete Mosbach aber erneut im Keller und musste bedingt durch den 15. Platz am Ende der Saison 1950/51 dann doch wieder absteigen.

### Wiederaufstieg in die Amateurliga
Erst zur Saison 1966/67 gelang wieder der Aufstieg in die 1. Amateurliga ein weiteres Mal konnte sich der Verein mit 23:37 Punkten über den 13. Platz ganz knapp in der Liga halten, diesmal war sogar aufgrund der Punktgleichheit das bessere Torverhältnis gegenüber dem ASV Durlach nötig gewesen. Die darauffolgende Saison konnte dann mit 29:31 Punkten sogar im Mittelfeld der Tabelle auf dem 9. Platz abgeschlossen werden. Nach der Saison 1968/69 war dann für den Verein aber endgültig Schluss mit der Zeit in der Spielklasse und die Mannschaft musste mit 23:37 Punkten über den 14. Platz wieder in die 2. Amateurliga absteigen.

### Heutige Zeit
Spätestens ab der Saison 2002/03 spielte der Verein in der Landesliga Odenwald und platzierte sich dort am Saisonende mit 46 Punkten auf dem 7. Platz der Tabelle. Nach der Saison 2009/10 und zwei Vizemeisterschaften in den Vorsaisons gelang dann mit 80 Punkten und damit 23 Punkten Vorsprung vor dem VfR Uissigheim dann schließlich auch die Meisterschaft in der Landesliga, womit der Verein in die Verbandsliga aufsteigen durfte. Dort konnte sich der Verein jedoch nur eine Spielzeit halten und musste mit 25 Punkten über den 13. Platz dann auch direkt wieder absteigen. Nach der Saison 2016/17 gelang dann mit 60 Punkten noch über den zweiten Platz dann noch einmal die Qualifizierung für die Relegation zur Verbandsliga. Dort unterlag die Mannschaft aber mit 1:4 gegen den FC Olympia Kirrlach. In der Saison 2022/23 stieg der FV Mosbach als Meister der Landesliga Odenwald wieder in die Verbandsliga Baden auf.